# Ardanovce
Ardanovce este o comună slovacă, aflată în districtul Topoľčany din regiunea Nitra. Localitatea se află la altitudinea de 237 m deasupra n.m., se întinde pe o suprafață de 6,73 km2 și în 2017 număra 203 locuitori.

## Istoric
Localitatea Ardanovce este atestată documentar din 1317.

## Demografie
| An:                | 1994 | 2004   | 2014    | 2024    |
| ------------------ | ---- | ------ | ------- | ------- |
| Număr de persoane: | 234  | 239    | 209     | 233     |
| Diferență:         |      | +2,13% | −12,55% | +11,48% |

| An:                | 2023 | 2024   |
| ------------------ | ---- | ------ |
| Număr de persoane: | 221  | 233    |
| Diferență:         |      | +5,42% |